# Ženski mirovni aktivizam u Srbiji
Ženski mirovni aktivizam u Srbiji  kao organizovani pokret počinje sa ratovima u bivšoj Jugoslaviji koji je, u jednom delu, nastavak političkog angažmana jugoslovenskih feministkinja, i sa druge strane - spontanih inicijativa žena u otporu mobilizaciji muškaraca za rat i podrška muškarcima koji su ga odbijali. 
Otpori mobilizaciji su se odvijali uprkos tome što je savezni sekretar za odbranu Socijalističke federativne republike Jugoslavije (SFRJ), general Veljko Kadijević, potpisao naređenje po kojem dezerteri podležu postupanju po ratnim zakonima. Takav akt je bio u suprotnosti sa ustavnim položajem i ulogom Jugoslovenske narodne armije (JNA) u SFRJ, i protivan činjenici da u Srbiji rat nije bio proglašen
Masovna mobilizacija, koju je sprovodio režim Slobodana Miloševića u periodu 1991-1992. godine u Vojvodini je posebno pogodila manjinske nacionalne zajednice, te sa antiratnim inicijativama i protestima u Beogradu, najmasovniji protesti odigravaju na vojvođanskoj teritoriji. .
Okosnicu antiratnih protesta, incijativa i podrške i pomoći dezerterima  i dezerterskim pobunama u ratu koji nije proglašen, čine žene, jednako tokom celog trajanja režima Slobodana Miloševića, kao i nakon njegovog rušenja. Inicijalno su to feminstkinje-levičarke, okupljenje u grupama izraslim iz prve feminističke konferencije u SFRJ „Drug-ca žena“ održane u Studentskom kulturnom centru (SKC), u Beogradu 1978. godine.  Nakon toga se formira feministička grupa „Žene i društvo“, a 1990. godine i prvi SOS telefon za žene i decu žrtve nasilja u Beogradu.  
Pred sam rat, feministkinje su formilrale nekoliko ženskih organizacija koje su pokretale mirovne inciijative; Beogradski ženski lobi, Ženska stranka i Ženski parlament i organizovale prvi antriratni protest u Beogradu.  Iz potrebe da se poltički profilišu kao antiratna grupa, feministkinje osnivaju u oktobru 1991. mirovnu grupu Žene u crnom Beograd.
Nakon ratnih sukoba, i sa rušenjem režima Miloševića, ženski mirovni aktivizam se fokusira na ratne zločine; posebno na ratni zločin silovanja, genocid u Srebrenici, i kritiku novih vlasti, jer nije učinjen otklon od nacionalizma i militarizma, niti je sprovedena lustracija u Srbiji. Mirovne aktivstkinje su se kritički odnosile i prema procesu privatizacije društvene i državne imovine u Srbiji. Paralelno sa ovim aktivnostima, mirovnjakinje su angažovane u procesima pomirenja u regionu, kao i u intеrnacionalnoj solidarnosti sa mirovnim pokretima i antiratnim akcijama u svetu.

## Hronologija protesta i inicijativa 1991.
- februar, Beograd - Feminističko-antimilitaristički protest ispred zgrade Saveznog izvršnog veća(SIV), gde se održavao skup Pokreta majki za Jugoslaviju, iza kojeg je stajao vojni i srbijanski vrh, koji je manipulacijom majki redovnih vojnika u sastavu JNA, želeo da opravda  ulogu vojske u ratu u Sloveniji, i prikaže je kao opravdanu[4]. Nekoliko feministkinja iz grupe Žena i društvo organizovale su istovremeno protest noseći transparente ’Feministkinje protiv militarizacije Jugoslavije“
- jul, Beograd - Apel Beogradskog ženskog lobija protiv rata u Sloveniji, zahtev da se JNA odmah povuče u kasarne, i da se vojnici i regruti odmah vrate kućama[8].
- jul, Beograd - U Skupštinu Srbije je upalo nekoliko stotina roditelja, uglavnom majki vojnika-regruta, prekinuvшi skupštinsko zasedanje i zahtevajući povratak svojih sinova iz JNA, i sa ratišta, kao i prekid svih oružanih sukoba.
- jul, Beograd - Majke vojnika iz Beograda poručile Generalštabu JNA i Predsedništvu SFRJ da odbijaju da njihova deca budu žrtve nacionalista i militarista.
- jul, Beograd - Susret u Domu omladine feministkinja sa italijanskim parlamentarkama (lista Zelenih) o zajedničkim mirovnim akcijama u Jugoslaviji.
- jul, Beograd - Ženska stranka  uputila apel Saveznoj skupštini i SIV-u, kao i skupštinama republika za formiranje parlamentarnih delegacija, u kojima bi učestvovale žene u pregovorima o mirnom rešenju sukoba.
- 27- 29.avgust, Beograd - Protest više od 5 000 roditelja, uglavnom majki ih Bosne i Hercegovine, Hrvatske, Makedonije i Srbije u Domu garde JNA u Beogradu, gde su zahtevali prekid rata i vraćanje njihovih sinova sa ratišta. Njihovo protestno okupljanje ispred Generalštaba JNA vlasti su sprečile. Najaktivnije su bile majke iz Sarajeva i drugih delova BiH; režim je sprečio građanke Beograda da im se pridruže.
- septembar, Bečej - Protest majki koje su polegale po peronima autobuske stanice telima sprečavajući da autobusi sa vojnicima krenu na ratište. Među njima je bila i Julija Teleki, koja postaje predana mirovna aktivistkinja, i u dva navrata poslanica u skupštini Autonomne pokrajine Vojvodine.
- septembar, Kucura, opština Vrbas - antiratna pobuna stotinjak žena rusinske nacionalnosti okupljenih ispred Mesne zajednice u Kucuri, koje su zahtevale informacije o njihovim muškim srodnicima odvedenim na ratište u Hrvatsku. Kucura je mesto sa pretežno rusinskim stanovništvom.
- oktobar, Beograd - Protestni odlazak u Generalštab (GŠ) JNA delegacije Mirovne grupe za Dubrovnik protiv bombardovanja grada. Delegaciju od petnaestak osoba uglavnom su činile žene poreklom iz Dubrovnika, delagacija je izbačena na silu iz GŠ JNA. U ovoj delegaciji je bila i mirovna aktivistkinja Sonja Prodanović.
- oktobar, Beograd - Žene u crnom započinju proteste protiv rata, do potpisivanja Dejtonskog sporazuma 1995. godine koji se u kontinuitetu se održavaju svake srede, pune četiri godine.
- oktobar, Beograd - Ženski parlament i Beogradski ženski lobi upućuju vojnim i civilnim vlastima apel Protiv ratnog zločina.
- оktobar, Pančevo - Žene u crnom iz Pančeva, započinju proteste koji su trajali par meseci, а jedna od organizatorki je bila antropološkinja Ilidko Erdei.
- oktobar 1991 - februar 1992, Beograd – Pred zgradom Predsedništva Srbije u Beogradu započela je svakodnevna antiratna akcija „paljenje sveća“. Sveće su se palile od 20.30h do 21h, за  тих пет месеци upaljeno je 72.650 sveća kao solidranost sa svim pobunejnicama rata, i za sve poginule u ratu. Akciju su pokrenule Nataša Kandić i Biljana Jovanović.

## Hronologija protesta i inicijativa 1992.
- 15. maj, Beograd - Protest majki ispred Generalštaba JNA čiji se sinovi se nalaze van teritorije Srbije i Crne Gore, a zahtevale su povratak sinova sa ratišta u BiH i Hrvatskoj. Protest je trajao nekoliko dana, uz blokadu ulica, a pridružile su mu se aktivisti/kinje feminističkih i pacifističkih grupa.
- 18.-20. jul, Novi Sad - Održan skup Ženske solidarnosti protiv rata međunarodne mreže Žena u crnom u organizaciji ŽUC Beograd i Pančevo.
- septembar, Beograd - Žene u crnom se pridružuju inicijativama međunarodnih organizacija za ljudska prava za formiranje Međunarodnog suda za ratne zločine na teritoriji bivše Jugoslavije.
- novembar, Ada – Demonstracije protiv rata u čijem organizovanju ključnu ulogu ima zdravstvena radnica Vera Vebel Tatić, protiv koje je vlast pokrenula prekršajni postupak, nakon čega je dobila i otkaz u mesnom Domu zdravlja.
- decembar, Beograd - Žene u crnom i SOS telefon za žene i decu žrtve nasilja objavljuju zahtev „...da se silovanje u ratu institucionalizuje kao ratni zločin na osnovu koga će se suditi svim vojnicima silovateljima svih vojski na svetu. da se formira međunarodni sud za silovanje u ratu, još dok traje rat, i da članice ovog suda budu isključivo žene da se silovanje u ratu ustanovi kao ratni zločin na prostoru bivše Jugoslavije."[9][10]
- maj,Trešnjevac, opština Kanjiža - Žene iz Trešnjevca, sela sa pretežno mađarskim stanovništvom, kolektivno su se suprotstavile mobilizaciji - odvođenju njihovih srodnika na front. Istog dana tenkovi JNA opkolili su selo, kako bi zastrašili stanovništvo.  Uprkos ozbiljnim pretnjama države, protesti se nastavljaju i  osniva se Duhovna republika Zicer. Ova pobuna je trajala više meseci, i  uspela je, urpkos medijskoj blokadi, da dopre do međunarodne javnosti. Jedna od žena koje su pokrenule proteste je i Klara Balint.

## Hronologija protesta i inicijativa 1997.
- avgust, Novi Sad - Na Šestom skupu međunarodne mreže Žena u crnom održanom u Novom Sadu, organizovano je više panel diskusija o stanju na Kosovu, uz prisustvo aktivistkinja sa Kosova.
- oktobar- decembar, Beograd - Protesti Žena u crnom paralelno sa protestima Nezavisne unije albanskih studentkinja/ata u Prištini[11]. U predsedništvu Nezavisne unije studentkinja/ta prištinskog Univerziteta bila je mirovna aktivistkinja Mihane Saljihu Balja[12].

## Hronologija protesta i inicijativa 1998.
- tokom cele 1998. godine, Beograd – Protesti Žena u crnom u Beogradu pod geslom „Za mir na Kosovu“.
- maj, Beograd - Žene u crnom organizovale su javni razgovor o ratu na Kosovu, usvojen je apel protiv rata na Kosovu, i poslat celokupnoj međunarodnoj zajednici.
- avgust, Subotica - Na Sedmom skupu međunarodne mreže Žena u crnom, prisustvovalo je 28 aktivistkinja sa Kosova.
- septembar, Beograd – Režim Slobodana Miloševića zabranio međunarodni antiratni protest Beogradu u organizaciji Žena u crnom i Amnesty International. Istog dana (19. septembra) održani antiratni skupovi u celom svetu.

## Hronologija protesta i inicijativa 1999.
- januar – mart, Beograd - Protesti Žena u crnom pod geslom „Za mir na Kosovu“ i „Bolje pakt nego rat“[13]
- maj, Kruševac – Spontani protesti žena Rasinskog okruga, iz kojeg je, po nekim procenama, mobilisano između 6000 i 10000 muškaraca za rat na Kosovu, o kojima srodnici i srodnice nisu imali nikakve informacije. Protesti su trajali desetak dana, međutim mobilizacija je ponovljenja.[14] Jedna od učesnica i organizatorki je i Snežana Jakovljević, književnica, mirovna aktivistkinja.
- septembar, Beograd - Protest u Beogradu protiv etničkog čišćenja nealbanskog stanovništva na Kosovu. „Stop osvetama na Balkanu“.

## Ženski mirovni aktivizam nakon 2000.
- Suočavanje sa prošlošću - Žene u crnom, organizacija kroz koju su feministkinje i beogradske feminističke grupe artikulisale antiratni angažman, od 1999. godine šire antimilitarstičku mrežu žena, i ona, obuhvatajući i do 20 gradova u Srbiji, postaje Mreža Žena u crnom Srbije. Fokus mirovnog aktivzma unutar Srbije su ratni zločini; silovanje u ratu i genocid u Srebrenici, odnosno pitanja tranzicione pravde i suočavanje sa prošlošću[7].
- Rezolucija Saveta bezbednosti Ujedinjenih nacija „Žene, mir, bezbednost“ - poznata i kao Rezolucija1325 ( prvi put doneta 1999), omogućava mirovnim aktivstkinjama u Mreži  Žene u crnom Srbije da utiču na institucije države. Uprkos pritiscima mirovnjakinja, država nije adekvatno odgovorila. Jedan od razloga leži u činjenici da Rezoluciju1325 i međunarodne i nacionalne institucije koriste kao alatku da „ojačaju militarističke ciljeve“, dok  feministički pristup ovoj Rezoluciji zahteva  "osiguravanje bezbednosti deprivilegovanih društvenih grupa, pre svega žena, ali i drugih”[9]
- Ženski sud - feministički pristup pravdi – Mirovna inicijativa začeta još tokom trajanja ratnih sukoba u bivšoj Jugoslaviji među mirovnim aktivistkinjama sa cele teritorije nekadašnje SFRJ. Ženski sud je drugačija ideja pravde, jer u odnosu na instuticonalni sistem, on daje dignitet I žrtvama I preživelima, čini ih subjektom pravde, a ne samo žrtvama rata. Istovremeno, ideja Ženskog suda je da poveže uzroke rata u bivšoj Jugoslaviji, sa samom prirodom ratnih zločina uključujući i genocid u Srebrenici, sa posledicama ratnih razaranja  u novonastalim državama. Za razliku od insititucionalnih sudova, ovo povezivanje nužno uključuje i ekonomske zločine nakon prestanka ratnih dejstava, time razotkriva i povezuje političku i ekonomsku dimenziju rata u SFRJ[15][7]. Nakon više godina priprema, sud je održan u Sarajevu u maju 2015. godine[16][17].
- Internacionalna solidarnost – sa završetkom ratova u bivšoj Jugoslaviji, ženski mirovni aktivizam je nastavio, u skladu sa svojim političkim vrednostima[18], da solidarno organizuje antiratne proteste protiv rata u Iraku, Avganistanu,Siriji, okupaciji Palestine... rata u Ukrajini. Osim toga, organizovale su i solidarnost sa svim ljudima koji su trpeli, ili trpe državnu represiju[7].

## Spoljašnje veze
- Kratka istorija antiratnog otpora u Srbiji 1991 – 1992
- Muzej 90tih Архивирано на веб-сајту  (28. новембар 2023)
- Opiranje zlu: Postjugoslovenski antiratni angažman
- Antiratne i mirovne ideje u istoriji Srbije i antiratni pokreti do 2000. godine